# MIDAS 9
MIDAS 9 (ang. Missile Defense Alarm System) – amerykański satelita obrony przeciwrakietowej zbudowany w ramach programu MIDAS. Zadaniem należącego do US Air Force satelity miało być wykrywanie startujących wrogich rakiet balistycznych. Wraz z nim wyniesiono także satelity DASH 2, ERS 9 i ERS 10. Oddzielenie ostatniego nie powiodło się. Na statku znalazł się również eksperyment wpływu środowiska kosmicznego na ogniwa słoneczne. Był pierwszym satelitą, który wykrył z kosmosu start pocisku międzykontynentalnego.

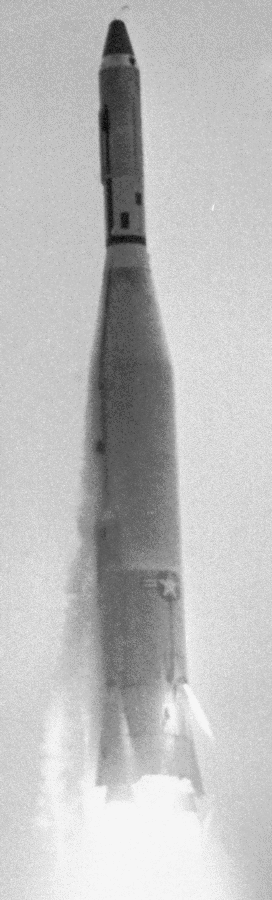
Rakieta Atlas Agena B z satelitą MIDAS 7 na pokładzie

## Budowa i działanie
Bazując na doświadczeniach zdobytych przy budowie wcześniejszych satelitów z serii MIDAS, firma Aerojet opracowała zmodernizowaną trzecią serię satelitów tego typu.  W celu polepszenia właściwości detekcyjnych MIDAS 9, w odróżnieniu od drugiej serii satelitów, otrzymał nowy teleskop wykrywający emisję podczerwieni pracujących silników rakietowych, w skład którego wchodziły m.in. 184 detektory podczerwieni z siarczku ołowiu. W celu stabilizacji teleskop wykonywał 6 obrotów w ciągu minuty. Satelitę skonstruowała firma Lockheed Missiles and Space Division (obecnie Lockheed Martin Missiles and Space), w ramach rządowego kontraktu.
.

## Misja
Misja rozpoczęła się 9 czerwca 1966 roku, kiedy rakieta Atlas Agena B wyniosła z kosmodromu Vandenberg na niską orbitę okołoziemską 9. satelitę z serii MIDAS. Po znalezieniu się na orbicie MIDAS 9 otrzymał oznaczenie COSPAR 1963-030A. Satelita osiągnął wyznaczoną orbitę, jednak jeden z paneli słonecznych nie rozwinął się. Mimo awarii satelita 96 razy okrążył Ziemię. Podczas jednego z przelotów udało mu się wykryć start amerykańskiego pocisku balistycznego .
Satelita przestał działać 30 lipca 1963 z powodu usterki elektrycznej w obwodach zasilania.
Statek pozostaje na orbicie okołoziemskiej, której żywotność szacowana jest na 100 tysięcy lat.